# Estación Puni Tajo
Puni Tajo es una estación de ferrocarril del Ferrocarril General Belgrano, ubicada en las áreas rurales del departamento General Taboada, Provincia de Santiago del Estero, Argentina.

## Servicios
No presta servicios de pasajeros ni de cargas. Sus vías e instalaciones están a cargo de la empresa estatal Trenes Argentinos Cargas.